# Acerentomon fageticola
Acerentomon fageticola är en urinsektsart som beskrevs av Josef Rusek 1966. Acerentomon fageticola ingår i släktet Acerentomon och familjen lönntrevfotingar. Inga underarter finns listade i Catalogue of Life.